# أرسين بافلوف
أرسين بافلوف (الروسية: Арсен Сергеевич Павлов) هو عسكري روسي، ولد في 2 فبراير 1983 في أوختا في روسيا، وتوفي في 16 أكتوبر 2016 في دونيتسك في أوكرانيا.